# Murina bicolor
Murina bicolor (Kuo, Fang, Csorba & Lee, 2009) è un pipistrello della famiglia dei Vespertilionidi endemico di Taiwan.

## Descrizione

### Dimensioni
Pipistrello di piccole dimensioni, con la lunghezza dell'avambraccio tra 37,2 e 41,6 mm.

### Aspetto
La pelliccia è lunga e si estende sulle ali fino all'altezza dei gomiti e delle ginocchia. Le parti dorsali sono bruno-rossastre con la base dei peli nera, mentre le parti ventrali sono giallastre. Il muso è stretto, allungato, con le narici protuberanti e tubulari e con una maschera facciale più scura. Gli occhi sono molto piccoli. Le orecchie sono ovali, ben separate tra loro e con una rientranza a metà del bordo posteriore. Le ali sono attaccate posteriormente alla base dell'alluce. I piedi sono piccoli e ricoperti di peli. La coda è lunga ed inclusa completamente nell'ampio uropatagio, il quale è densamente ricoperto di peli sulla superficie dorsale e con il margine libero frangiato. Il calcar è lungo.

## Biologia

### Alimentazione
Si nutre di insetti.

## Distribuzione e habitat
Questa specie è conosciuta soltanto sull'isola di Taiwan.
Vive nelle foreste a foglia larga, di conifere o miste in zone montane tra 400 e 3.020 metri di altitudine.

## Conservazione
Questa specie, essendo stata scoperta solo recentemente, non è stata sottoposta ancora a nessun criterio di conservazione.